# イグルー

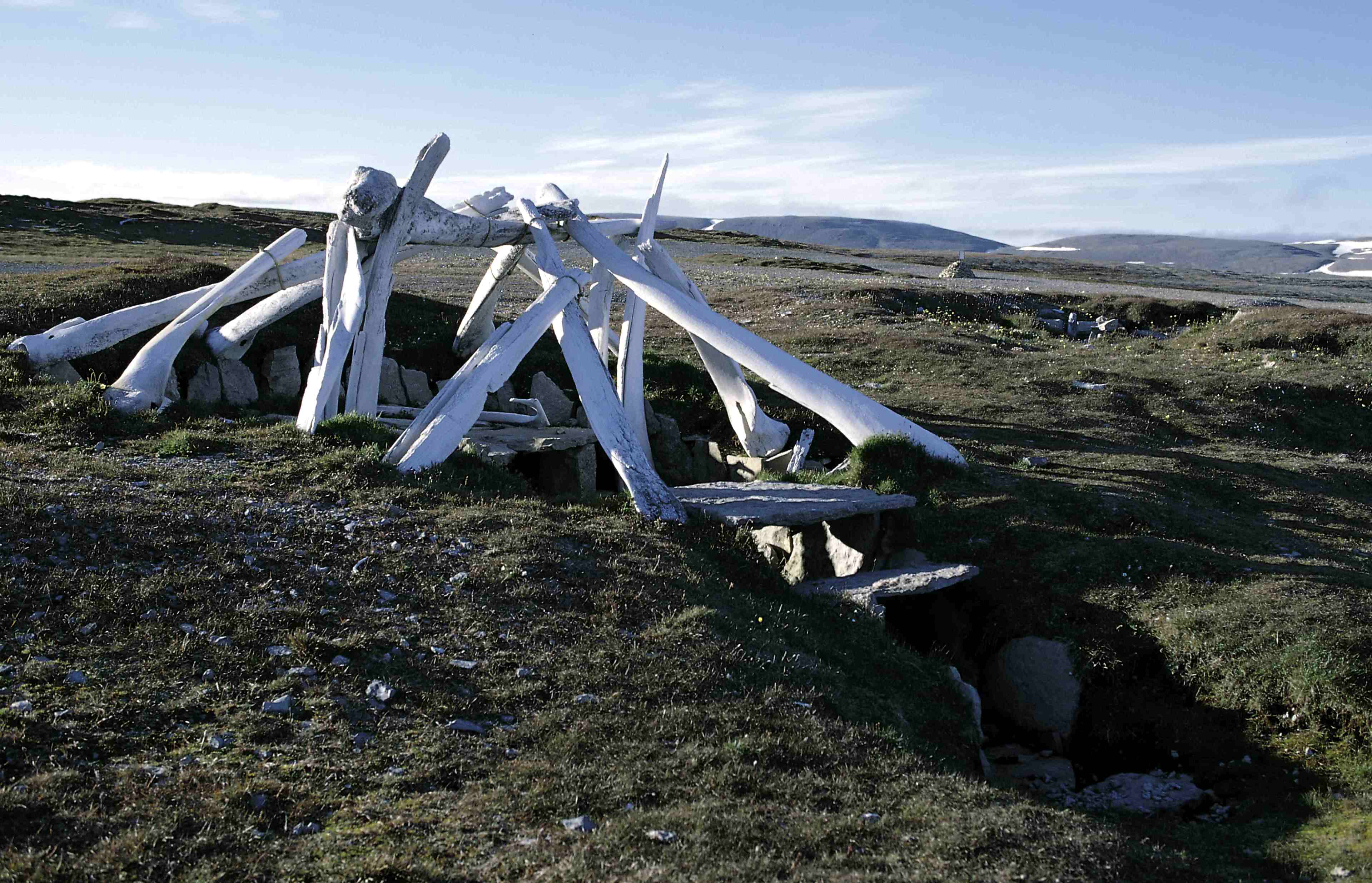
クジラの骨でできた半地下の冬場の住居でイグルーの形態の一つ
（カナダ北部のヌナブト準州にあるコーンウォリス島の町郊）

イグルー（イヌクティトゥット語：iglu、英語：igloo）は、カナダ北端のマッケンジー河口付近からラブラドル半島にかけての地域で使用される、狩猟の旅先で圧雪ブロックを使って作る一時的なシェルターのこと。
イヌクティトゥット語の「イグルー」には、皮や石で作ったものや恒久的な建物も含まれるが、日本語や欧米の諸語においては、圧雪ブロックを使って作る一時的なシェルターのみを指す。

## 圧雪ブロックのイグルー

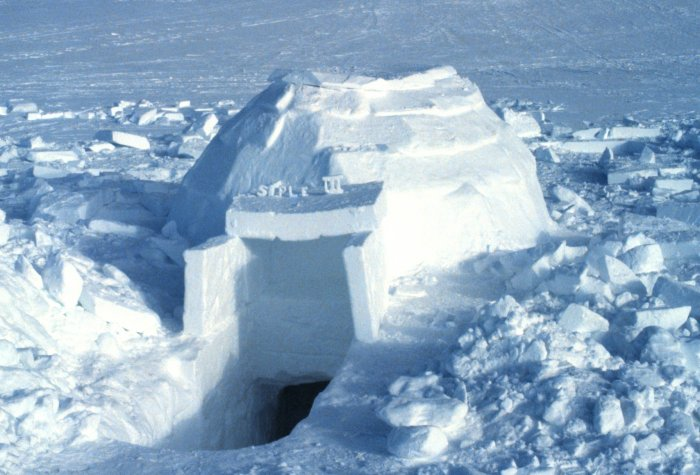
圧雪ブロックで造ったイグルー

スノーハウス（英語: snowhouse 「雪の家」）とも呼ばれ、カナダ北端のマッケンジー河口付近からラブラドル半島にかけての地域で使用される。
古来からイヌイットは革製のテントに住み、魚や獣を求めての移動の多い生活を送っていた。一年の内のほとんどを雪と氷に閉ざされたツンドラ地帯で生活するイヌイット達の、暮らしの知恵から生み出された住居形態が、イグルーである。雪や氷はふんだんにあるため、どこでも作ることができ、移動しながらの生活が容易に可能となる。
かつては「エスキモーの家」として知られたイグルーだが、20世紀末以降イヌイットの遊動性は失われつつある。現在でもイグルーは一部のイヌイットが冬にアザラシ猟をする際に築かれるが、定住生活を行っている大部分のイヌイットは雪の家を作ることは無い。
また、積雪期における登山の際には、傾斜の少ない堅雪地でテントの代わりにも使用される。風に強いのがイグルーの優れた特徴ではあるが、反面、湿度が高く長期居住には適さない。そのため、圧雪ブロックのイグルーでの居住は一時的なものとなる。そしてまた、放棄されたイグルーをのちに通りかかった別人が流用するというケースも通常的にある。

### 作り方

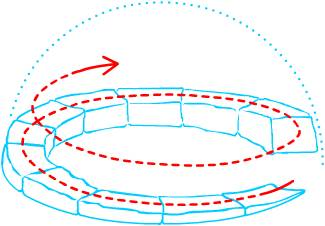

イグルーは雪を1メートル×0.5メートル、厚さ30センチメートルのブロック状に切り出して、下から螺旋を描くように、ドーム状に積み上げていく。雪のブロックは、互い違いに積み上げることでかかる力を分散する事ができる。
入り口は風の吹き込みを避けるため、通路の軸線を避けた位置に付けられる。
ドーム型の形状は力学的に安定しており、強風を多方向に受け流し、自重や積雪の重量を建物全体に均等に分散して支えるため、単純かつ強固な構造となる。
基本的に半球状のドームを繋げた部屋が多いが、陸屋根のタイプもある。雪以外に流木や獣骨などの資材が手に入れば、それらも部材として利用する。

### 内部構造
床から天井までの高さは２メートル弱であり、

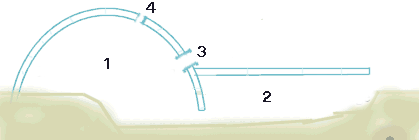
1. 居室
2. 出入口兼貯蔵庫
3. 通風・採光窓
4. 排煙・換気口

外の寒気や風を遮断するため、内部は意外に暖かい。内部構造は、主屋と控えの間、通路、食用肉の貯蔵庫、衣類や道具の倉庫などに分かれている。
最奥の部屋を主屋とするのが一般的であり、床には寝台用に一段高い床を作る。寒気避けに床や壁にアザラシの毛皮などを敷き、火を使って煮炊きや暖房もできる。窓や換気用の小穴もある。